# Gustav Andreas Wolfgang
Gustav Andreas Wolfgang (* 1692 in Augsburg; † 1775 ebenda) war ein deutscher Maler und Kupferstecher.

## Leben
Gustav Andreas Wolfgang war der ältere Sohn des Kupferstechers Andreas Matthäus Wolfgang. Er wurde von seinem Onkel Johann Georg Wolfgang in Berlin unterrichtet. Dort unterrichtete er seinen nach Berlin gefolgten Bruder Christian und kehrte später nach Augsburg zurück, wo er bis zu seinem Tod lebte.

Werkbeispiele
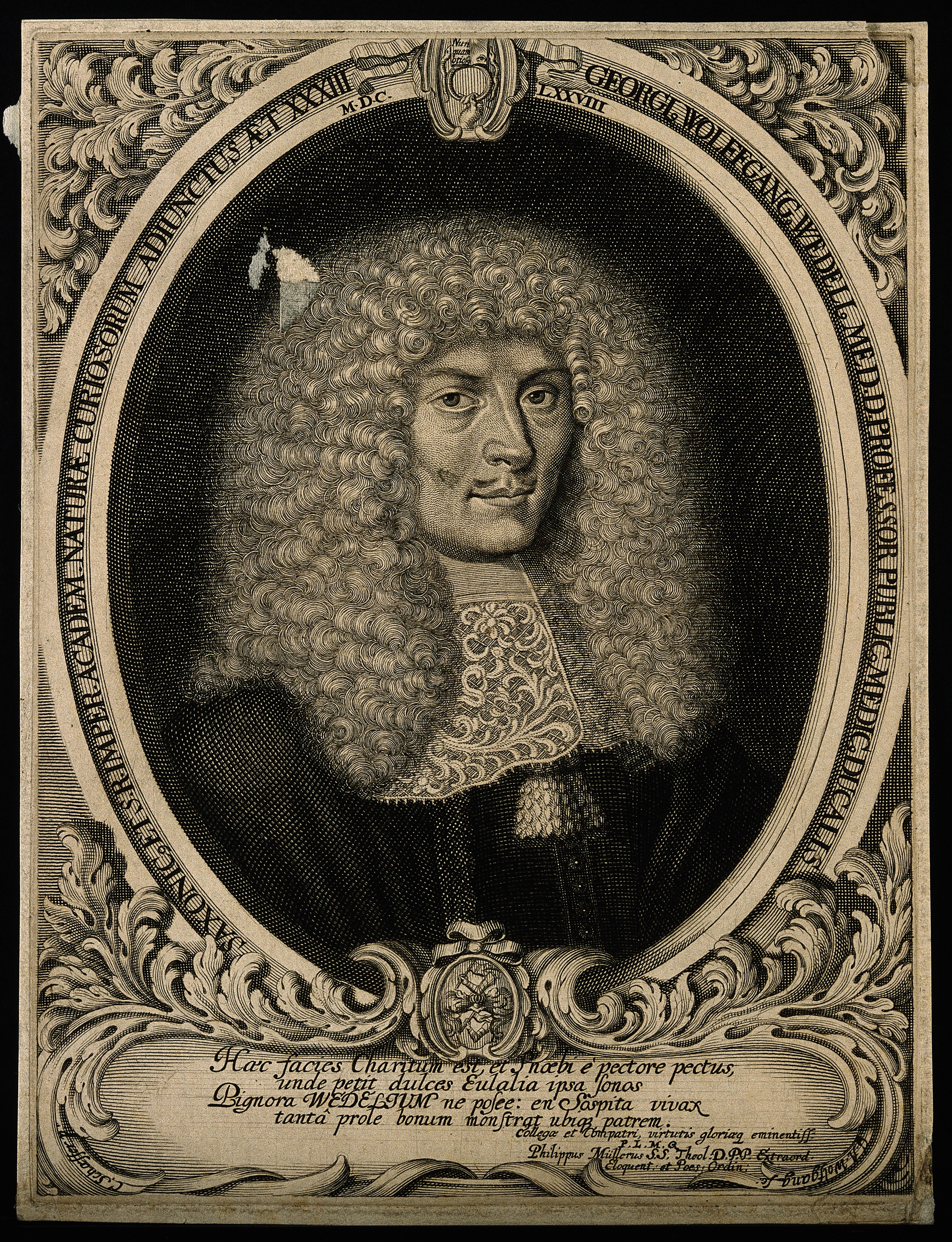
Bildnis von Georg Wolfgang Wedel
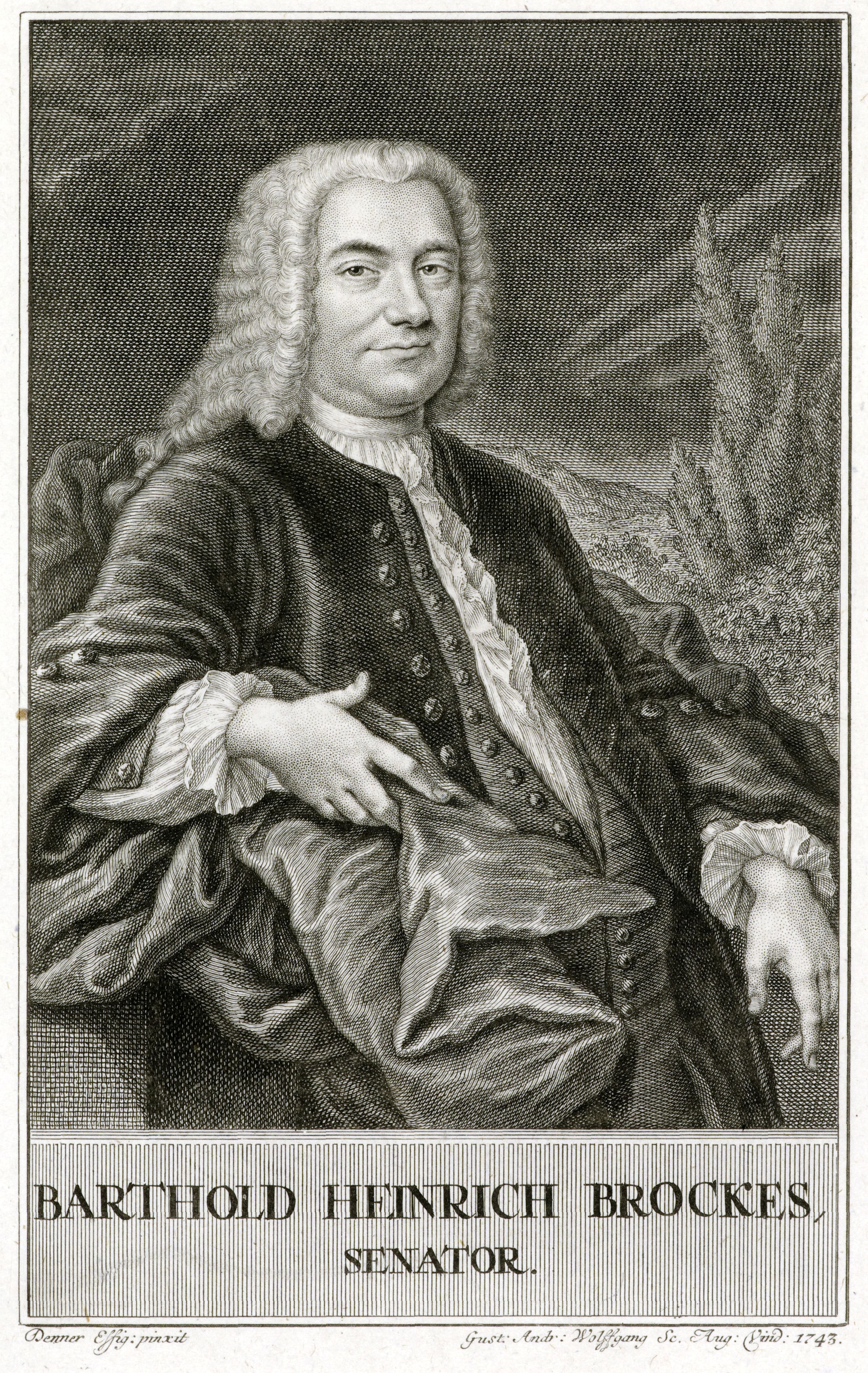
Bildnis von Barthold Heinrich Brockes, 1743
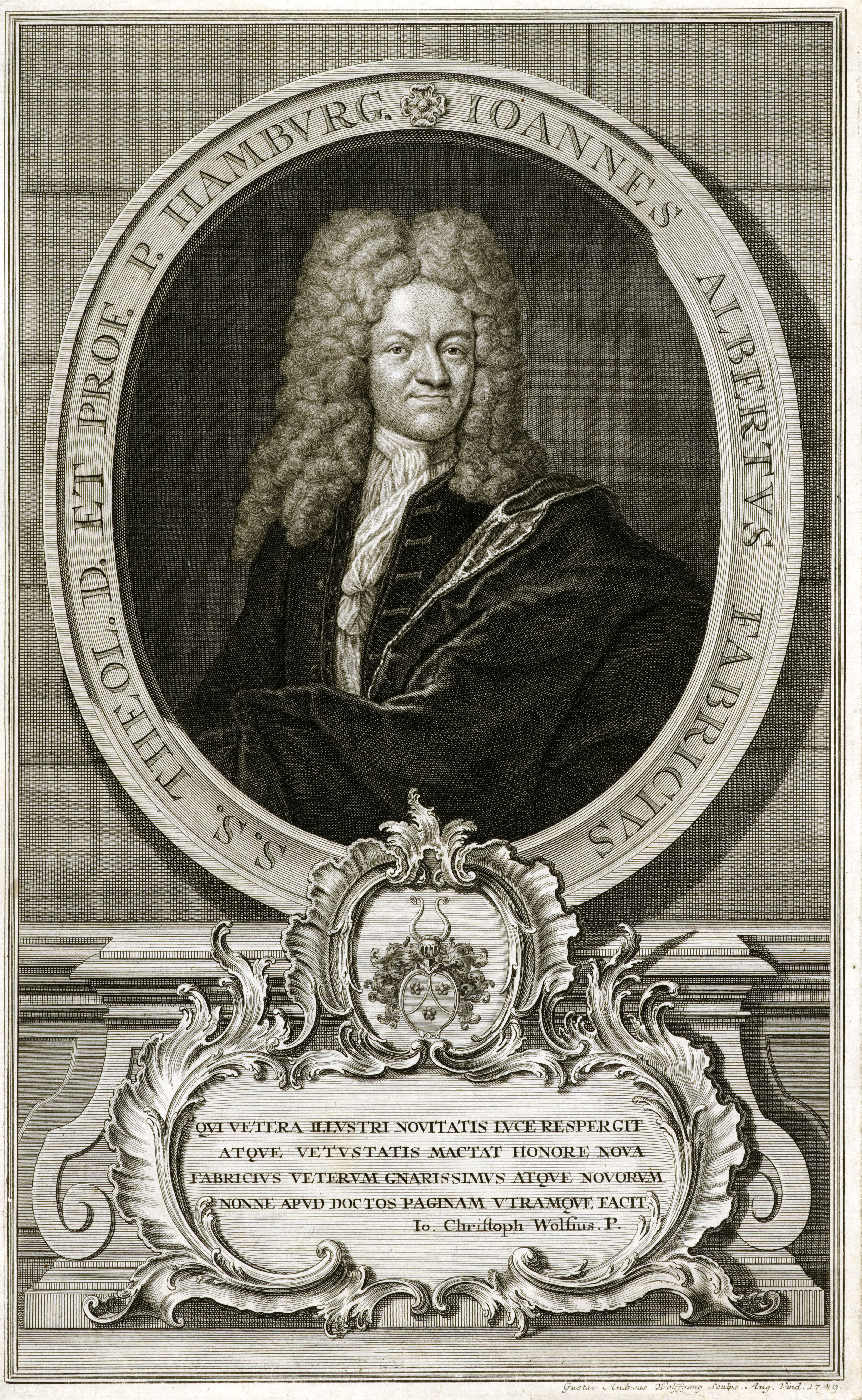
Bildnis des Ioannes Albertvs Fabricivs, 1749